# Posrednica (televizijska serija)
Posrednica (eng. The InBetween) je američka dramska televizijska serija autorice Moire Kirland, koja se prikazivala premijerno na NBC kanalu od 29. svibnja do 14. kolovoza 2019.
NBC je 1. studenog 2019. otkazao seriju nakon jedne sezone.
U Hrvatskoj serija se premijerno prikazala na RTL Crime-u od 11. rujna 2022. i na RTL 2 od 26. studenoga.

## Radnja
Cassie Bedford ima sposobnost vidjeti i komunicirati s duhovima. Njezin udomitelj, detektiv Tom Hackett, zna za njezine sposobnosti, a njegov skeptični novi partner, bivši agent FBI-a po imenu Damien Asante, postaje vjernik kada im njezine vizije počnu pomagati u rješavanju slučajeva.

## Pregled serije
| Sezona | Epizoda | Američko prikazivanje | Američko prikazivanje | Hrvatsko prikazivanje | Hrvatsko prikazivanje |
| Sezona | Epizoda | Premijera             | Finale                | Premijera             | Finale                |
| ------ | ------- | --------------------- | --------------------- | --------------------- | --------------------- |
| 1      | 10      | 29. svibnja 2019.     | 14. kolovoza 2019.    | 11. rujna 2022.       | 1. listopada 2022.    |

## Glumačka postava

### Glavni likovi
- Harriet Dyer kao Cassie Bedford, konobarica s neobjašnjivim psihičkim sposobnostima, uključujući sposobnost razgovora s duhovima i svjedočenje trenutaka koji su se dogodili u prošlosti.
- Justin Cornwell kao detektiv Damien Asante, bivši FBI profiler i LAPD detektiv koji se seli u Seattle u potrazi za novim mogućnostima.
- Cindy Luna kao detektvika Maria Salinas, član Tomove jedinice.
- Anne-Marie Johnson kao Swanstrom, Tomova i Damienova nadređena.
- Chad James Buchanan kao Will, Cassiein kolega i ljubavni partner.
- Paul Blackthorne kao detektiv Tom Hackett, an engleski časnik u policiji Seattlea.

### Sporedni likovi
- Michael B. Silver kao Brian Currie, Tomov muž i terapeut.
- Andres Joseph kao detektiv Zayn Meier, istražitelj specijaliziran za digitalno praćenje i forenziku.
- Sean Bolger kao Ed Roven, serijski ubojica u Teksasu aktivan 1990-ih, koji je uhvaćen i kasnije pogubljen 2005. godine. Pojavljuje se kao duh, tražeći pomoć napuštajući "InBetween".
- Grace Lynn Kung kao Amy Shu, mrtvozornica.

## Razvoj
NBC je 12. siječnja 2018. objavio kako je dao zeleno svijetlo produkciji pilot epizodu. Pilot je napisala Moira Kirland, izvršna producentica zajedno s Davidom Heymanom i Nancy Cotton. Produkcijske kuće uključene u pilot uključuju Heyday Television i Universal Television. 10. svibnja 2018. naručena je cijela sezona. Nekoliko dana kasnije najavljeno je da će serija biti premijerno prikazana kao zamjena usred sezone u proljeće 2019. godine. Dana 1. travnja 2019. objavljeno je da će se serija biti premijerno prikazana 29. svibnja 2019.
NBC je 1. studenog 2019. otkazao seriju nakon jedne sezone.

## Vanjske poveznice
- Službena stranica na nbc.com (engl.)
- The InBetween u internetskoj bazi filmova IMDb-a (engl.)